# Hoàng Hùng Sơn
Hoàng Hùng Sơn (1912–1946) là Đại biểu Quốc hội Việt Nam khóa I.

## Cuộc đời
Hoàng Hùng Sơn là người Dao ở xã Lương Bằng, huyện Chợ Đồn, tỉnh Bắc Kạn. Năm 1943, Đảng Cộng sản Đông Dương và Mặt trận Việt Minh thành lập Khu Việt Minh Quang Trung trên địa phận các huyện Bạch Thông, Chợ Rã, Ngân Sơn và Chợ Đồn, ông hưởng ứng và tham gia phong trào. Cuộc họp của các đại biểu đã bầu ra Ủy ban Việt Minh khu Quang Trung, gồm Chủ nhiệm Lý Đức Thượng, Phó Chủ nhiệm Bàn Văn Hoan, hai Ủy viên Bàn Thành Công và Hoàng Hùng Sơn.
Ngày 6 tháng 1 năm 1946, ông cùng với Nông Văn Lạc được cử tri Bắc Kạn bầu làm Đại biểu Quốc hội khóa đầu tiên của tỉnh. Ngày 26 tháng 3, ông qua đời một thời gian ngắn sau kỳ họp đầu tiên của Quốc hội.